# Kelber
Kelber ist ein Familienname. Zu Herkunft und Bedeutung siehe Kolbe.

## Namensträger
- Catherine Kelber (1938–2019), französische Filmeditorin
- Edith Kelber (1904–1992), deutsche Medizinerin und Politikerin (BCSV, CDU)
- Fridtjof Kelber (1938–2021), deutscher Politiker (CDU), MdHB
- Fritz Kelber (1877–nach 1955), deutscher Konservator
- Gustav Kelber (Ernst Mattern; 1881–1961), deutscher Schriftsteller
- Julius Kelber (1900–1987), deutscher Pfarrer
- Karl Heinrich Kelber (1862–1954), deutscher Pfarrer und Schriftsteller
- Karl-Ludwig Kelber (1932–2018), deutscher Journalist und Verbandsfunktionär
- Klaus-Peter Kelber (* 1944), deutscher Paläontologe und Paläobotaniker
- Ludwig Kelber (1824–1906), deutscher Pfarrer und Schriftsteller
- Magda Kelber (1908–1987), deutsche Politikwissenschaftlerin und Sozialarbeiterin
- Michel Kelber (1908–1996), ukrainisch-französischer Kameramann
- Rudolf Kelber (* 1948), deutscher Musiker und Dirigent
- Ulrich Kelber (* 1968), deutscher Politiker (SPD) und ehemaliger Bundesdatenschutzbeauftragter